# Шуберт, Вацлав
Вацлав Шуберт (чеш. Václav Šubert; 9 июля 1825, Кадлин, ныне район Мельник — 21 февраля 1885, Крабчице, ныне район Литомержице) — чешский религиозный деятель, священник действовавшей на территории Австро-Венгрии объединённой лютеранско-кальвинистской церкви.
Служил в храмах городков Мельницке-Втельно и Чернилов, затем в соборе Святого Климента в Праге (1859—1862) и после этого до конца жизни в городке Крабчице.
Опубликовал брошюру «Горе евангелиста» (чеш. Evanjelíkův zármutek; 1861) — отклик на смерть Вацлава Ганки — и пособие для воскресной школы (1881). Издавал ряд периодических изданий, в том числе газету «Голоса с Сиона» (c 1861 года).
В 1874 году основал «Евангелическое общество крестьянской благотворительности» (чеш. Evangelická společnost pro dobročinnost křesťanskou), действовавшее до 1951 года.
В 1864 году был избран суперинтендентом своей деноминации в Чехии, однако не был утверждён властью.